# Trioza guama
Trioza guama är en insektsart som beskrevs av Caldwell 1942. Trioza guama ingår i släktet Trioza och familjen spetsbladloppor. Inga underarter finns listade i Catalogue of Life.